# Projecte Nimbus
El Projecte Nimbus (hebreu: פרויקט נימבוס‎) és un projecte de computació al núvol del govern d'Israel i el seu exèrcit. El Ministeri de Finances d'Israel va anunciar l'abril del 2021 que el contracte proporcionarà "al govern i al sistema de defensa, entre d'altres, una solució global de virtualització al núvol". D'acord amb aquest contracte, les empreses contractades establiran núvols locals que "mantindran la informació a l'interior de les fronteres d'Israel sota directrius estrictes de seguretat". D'acord amb un portaveu de Google, el contracte és per a tasques relacionades amb "finances, serveis de salut, transport i educació" i no conté informació altament confidencial ni classificada.
Malgrat que la missió específica del Projecte Nimbus encara no s'ha revelat, les eines d'IA de la plataforma Google Cloud podrien donar als serveis militars i de seguretat israelians la capacitat de detecció facial, categorització automatitzada d'imatges, seguiment d'objectes i anàlisi de sentiment, eines que anteriorment han estat utilitzades per l'Oficina de Duanes i Protecció de Fronteres dels Estats Units per a la vigilància de fronteres.
El Projecte Nimbus té quatre fases previstes: la primera és comprar i construir infraestructura virtual; la segona és elaborar una política governamental que permeti traslladar operacions al núvol; la tercera és traslladar operacions al núvol, i la quarta és implementar i optimitzar les operacions al núvol. A canvi d'un contracte de 1.200 milions de dòlars, les empreses tecnològiques Google (Google Cloud Platform) i Amazon (Amazon Web Services) van ser seleccionades per proporcionar a les agències governamentals d'Israel serveis de computació al núvol, incloent-hi intel·ligència artificial i aprenentatge automàtic.
Les condicions que Israel va establir per al projecte prohibeixen contractualment a Amazon i Google aturar els serveis a causa de la pressió d'un boicot. Les empreses tecnològiques també tenen prohibit denegar el servei a qualsevol entitat governamental concreta. Un portaveu de Google va dir que tots els clients de Google Cloud han de complir les seves condicions del servei, que prohibeixen als clients utilitzar els seus serveis per violar drets de persones o participar en actes de violència.

## Crítica
El contracte ha provocat el rebuig i la condemna d'alguns accionistes i treballadors de les empreses que pensen que el projecte pot conduir a nous abusos dels drets humans dels palestins en el context de l'ocupació en curs i el conflicte entre Israel i Palestina. Concretament, expressen preocupació sobre com la tecnologia permetrà una major vigilància dels palestins i la recollida de dades il·legals sobre ells, alhora que facilitarà l'expansió dels assentaments il·legals d'Israel en terra palestina.
Ariel Koren, exdirector de màrqueting per als productes educatius de Google que s'havia expressat obertament en contra del projecte, va rebre l'ultimàtum de traslladar-se a Sao Paulo abans de disset dies si no volia perdre la seva feina. En una carta als companys de feina en què anunciava la dimissió, Koren va escriure que Google "silencia sistemàticament les veus palestines, jueves, àrabs i musulmanes preocupades per la complicitat de Google en les violacions dels drets humans dels palestins, fins al punt de prendre mesures formals per represaliar els treballadors i generar un entorn de por". Mitjançant aquesta afirmació, Koren relacionava l'ultimàtum amb la seva oposició i organització contra el projecte. Les seves denúncies de represàlia alldepartament de recursos humans de Google i a la Junta Nacional de Relacions del Treball dels EUA van ser desestimades per falta de proves. La Junta també va establir que l'ultimàtum era anterior a les activitats de Koren, que en qualsevol cas estaven emparades.
Organitzacions com Jewish Voice for Peace i MPower Change van llançar una campanya anomenada "No Tech for Apartheid" ('no a les tecnologies de l'apartheid") en oposició al projecte. Més de 200 treballadors de Google es van unir a un grup de protesta amb el mateix nom, que denuncia que la relativa manca de supervisió del projecte implica que probablement s'utilitzarà amb finalitats violentes.
El març del 2024, una persona que treballava com en l'enginyeria de programari de Google Cloud va ser acomiadada després que es difongués àmpliament un vídeo on se la veia cridant en un esdeveniment de la companyia "M'he negat a construir tecnologia que fomenti el genocidi", en referència al Projecte Nimbus. Poc després, desenes de treballadors van participar en assegudes de protesta a les seus de Google a Nova York i Sunnyvale. La policia de Sunnyvale va intervenir per retirar els treballadors que van ocupar durant tot un dia l'oficina del cap executiu de Google Cloud, Thomas Kurian. Nou treballadors van ser acusats de delicte penal i 28 van ser acomiadats.